# Marsz na Bolzano
Marsz na Bolzano – akcja włoskich faszystów zorganizowana 1 i 2 października 1922 r., gdy faszyści okupowali miasto. Postrzegana jako próba generalna przed Marszem na Rzym.
Zwolennicy Narodowej Partii Faszystowskiej żądali ustąpienia burmistrza Bolzano Juliusa Perathonera, który był uważany za przeciwnika italianizacji i obrońcę niemieckości regionu. Ponieważ Perathoner został kilka miesięcy wcześniej zatwierdzony na stanowisku przez króla Wiktora Emanuela, nie zamierzał ustąpić pod naciskiem faszystów. W odpowiedzi faszyści zajęli szkoły oraz zagrozili podpaleniem ratusza, jeśli Perathoner nie zrezygnuje ze swojego urzędu.